# San Pedro del Río (paroisse civile)
Pour les articles homonymes, voir San Pedro.
San Pedro del Río est l'une des trois paroisses civiles de la municipalité d'Ayacucho dans l'État de Táchira au Venezuela. Sa capitale est San Pedro del Río.